# Liga Mexicana de Béisbol 1970
La Temporada 1970 de la Liga Mexicana de Béisbol fue la edición número 46. Para este año la liga comenzó un proceso de expansión pasando de 8 a 10 equipos. Los equipos de expansión fueron los Saraperos de Saltillo quienes debutaban en la liga y los  Algodoneros de Unión Laguna, con sede en la ciudad de Gómez Palacio, Durango, que regresaban después de que no participaban desde 1953. El equipo de Pericos de Puebla cambia de sede cuando el dueño del equipo poblano, el cineasta yucateco Manuel Barbachano Ponce, lo muda para su tierra natal, para convertirse en Leones de Yucatán que regresaban a la liga después de que no participaban desde 1958.
Los equipos se dividen en la Zona Norte y Zona Sur, teniendo cinco equipos por cada zona. Se implementa el sistema de competencia en que los equipos que terminen en primer lugar de cada zona, se acreditan campeones de zona y juegan una Serie Final por el campeonato de la liga. 
En la Serie Final los Rojos del Águila de Veracruz obtuvieron el quinto campeonato de su historia al derrotar en 6 juegos a los Diablos Rojos del México. El mánager campeón fue Enrique Izquierdo.

## Equipos participantes
| Liga Mexicana de Béisbol 1970 |                              |           |                        |                       |           |
| Zona                          | Equipo                       | Fundación | Ciudad                 | Estadio               | Capacidad |
| Norte                         | Algodoneros de Unión Laguna  | 1940      | Gómez Palacio, Durango | Rosa Laguna           | 6,000     |
| Norte                         | Broncos de Reynosa           | 1963      | Reynosa, Tamaulipas    | Adolfo López Mateos   | 10,000    |
| Norte                         | Diablos Rojos del México     | 1940      | México, D. F.          | Seguro Social         | 25,000    |
| Norte                         | Saraperos de Saltillo        | 1970      | Saltillo, Coahuila     | Francisco I. Madero   | 16,000    |
| Norte                         | Sultanes de Monterrey        | 1939      | Monterrey, Nuevo León  | Cuauhtémoc            | 8,000     |
| Sur                           | Charros de Jalisco           | 1946      | Guadalajara, Jalisco   | Tecnológico de la UDG | 4,000     |
| Sur                           | Leones de Yucatán            | 1954      | Mérida, Yucatán        | Carta Clara           | 9,000     |
| Sur                           | Petroleros de Poza Rica      | 1958      | Poza Rica, Veracruz    | Heriberto Jara Corona | 10,000    |
| Sur                           | Rojos del Águila de Veracruz | 1903      | Veracruz, Veracruz     | Deportivo Veracruzano | 12,000    |
| Sur                           | Tigres Capitalinos           | 1955      | México, D. F.          | Seguro Social         | 25,000    |

## Posiciones
| Zona Norte   | Zona Norte | Zona Norte | Zona Norte | Zona Norte |
| Equipo       | JG         | JP         | PCT        | JV         |
| ------------ | ---------- | ---------- | ---------- | ---------- |
| México       | 91         | 59         | .607       | -          |
| Reynosa      | 76         | 72         | .514       | 14.0       |
| Unión Laguna | 68         | 82         | .453       | 23.0       |
| Monterrey    | 67         | 81         | .453       | 23.0       |
| Saltillo     | 67         | 83         | .447       | 24.0       |

| Zona Sur  | Zona Sur | Zona Sur | Zona Sur | Zona Sur |
| Equipo    | JG       | JP       | PCT      | JV       |
| --------- | -------- | -------- | -------- | -------- |
| Veracruz  | 87       | 63       | .580     | -        |
| Jalisco   | 83       | 66       | .557     | 3.5      |
| Yucatán   | 77       | 73       | .513     | 10.0     |
| Tigres    | 73       | 74       | .497     | 12.5     |
| Poza Rica | 57       | 93       | .380     | 30.0     |

| Campeón de Zona |

## Serie Final
El campeón se definió mediante una serie final a ganar 4 de 7 partidos entre los equipos campeones de la Zona Norte y Zona Sur. La serie comenzó en Veracruz, Veracruz donde se jugaron dos partidos, después se trasladó a  México D. F. donde se jugaron tres juegos y finalmente regresó a Veracruz  en donde los Rojos del Águila de Veracruz se coronaron campeones en el sexto juego al vencer a los Diablos Rojos del México en el Parque Deportivo Veracruzano. Los Rojos comenzaron ganando los primeros tres partidos para ponerse arriba en la serie 3 juegos a 0. Los Diablos ganaron el cuarto y quinto partido en el Parque del Seguro Social para mantenerse con vida y llevar la serie al sexto partido, parecía que los Diablos lograban empatar la serie cuando se acercaron en la pizarra 6 carreras por 7, pero el jugador y mánager de los Rojos del Águila  Enrique Izquierdo bateó un hit triple con la casa llena para ampliar la ventaja y coronarse campeones de la liga en el nuevo formato que se establecía.

## Designaciones
Se designó como novato del año a Ernesto Escárrega  de los Diablos Rojos del México.

## Acontecimientos relevantes
- 11 de julio: José Ramón López de los Sultanes de Monterrey le lanza juego sin hit ni carrera de 7 entradas a los Charros de Jalisco, en un partido disputado en Guadalajara, Jalisco y que terminó con marcador de 1-0.
- 29 de julio: Héctor Madrigal de los Petroleros de Poza Rica le lanza juego sin hit ni carrera de 9 entradas a los Charros de Jalisco, en un partido disputado en Poza Rica, Veracruz y que terminó con marcador de 2-0.